# Paňa
Paňa (maďarsky Nemespann) je obec v okrese Nitra na Slovensku.

## Historie
Podle zachovaných písemných zdrojů je dnešní obce poprvé zmíněna v roce 1239 ve tvaru Poonh. V 15. století napadli obec husité. Po bitvě u Moháče se zvýšilo turecké nebezpečí; k prvnímu útoku došlo v září 1530. Do roku 1918 byla obec součástí Uherska. V letech 1938 až 1945 byla kvůli první vídeňské arbitráži součástí Maďarska; hranice vedla při obci. 22 osob z obce padlo ve 2. světové válce; na místním hřbitově je pomník padlých. Z malé židovské komunity, která měla v roce 1938 24 osob, se po 2. světové válce vrátilo pouze několik osob.

### Historie kostela
Kostel Všech Svatých byl postaven v roce 1722. Byl rekonstruován v letech 1876, 1932 až 1933, 1949, 1965, 1994 a 2007. Dnešní obrazy, barevná okna a varhany pocházejí z let 1932 až 1933. Zvon pochází z roku 1929.